# Будівля Харківського художнього училища
Будівля Харківського художнього училища — пам'ятка архітектури початку XX століття, зведена в стилі українського модерну. Розташована у центрі Харкова на вулиці Мистецтв (тоді Каплунівська). Споруда збудована у 1912—1913 році як спеціалізоване приміщення для Харківського художнього училища (зараз Харківська державна академія дизайну та мистецтв) — одного з найстаріших мистецьких навчальних закладів України. Архітектор проєкту — Костянтин Миколайович Жуков.

## Історія
Художня освіта в Харкові бере свій початок з 1869 року, коли Марія Раєвська-Іванова, перша жінка в Російській імперії зі званням «вільного художника», заснувала в місті приватні художні класи. Заклад став першим художнім навчальним осередком на українських землях і третім у всій імперії. Його програма охоплювала як академічне мистецтво (живопис, скульптура, малюнок), так і прикладні напрями. У 1877 році споруджено першу власну будівлю школи на вулиці Чернишевській, 6, яка одночасно була і власним будинком сім'ї художниці. Вона вийшла заміж за одного з викладачів школи, діяча народної освіти, піклувальника Харківського навчального округу, гласного міської думи Сергія Олександровича Раєвського. У 1896 році, зокрема через погіршення стану здоров'я Марії Раєвської-Іванової та її сліпоту, заклад перейшов під опіку міста та отримав офіційний статус «Харківської школи образотворчих мистецтв».
У 1912 році розпочалась підготовка до будівництва нового приміщення для навчального закладу. Переможцем архітектурного конкурсу став проєкт Костянтина Миколайовича Жукова, виконаний у стилі українського модерну. Місцем для будівництва обрали ділянку на Каплунівській площі. Обговорення проєкту в міській думі супроводжувалися активними дебатами, пов'язаними з естетичними, ідеологічними та фінансовими аспектами. Противники українського стилю ставили під сумнів його художню цінність та доцільність у державному закладі, натомість прихильники, серед яких були провідні діячі українського національного руху, відстоювали право на самобутній архітектурний вираз. Засновник українського націоналізму, адвокат, державний і громадський діяч Микола Міхновський, який разом з С. Раєвським, М. Сумцовим, В. Величком та іншими захищав український стиль для будівлі, зазначав:
|  | У промовах гласних наскрізь проглядає інша тенденційність: заявляють, що українського стилю немає. Мені нема чого з цього питання додати до промови проф. Сумцова. Скажу лише одне: тепер це так модно! Тепер же заявляють і доводять, що немає української мови, немає української нації, немає й українського мистецтва... Оригінальний текст (рос.) Въ рѣчахъ гласныхъ сквозит другая тендеціозность: заявляетъ, что украинского стиля нѣтъ. Мнѣ нечего по этому вопросу прибавить къ рѣчи проф. Сумцова. Скажу только одно: теперь это такъ модно! Теперь же заявляютъ и доказывают, что нѣтъ украинского языка, нѣтъ украинской націи, нѣтъ и украинского искусства... |

Попри супротив, проєкт було затверджено та реалізовано. У 1913 році будівництво завершилося, і 22 жовтня відбулося урочисте відкриття нового приміщення. Училище розпочало навчальний рік у власній спеціально спроєктованій будівлі. До завершення спорудження засновниця не дожила, вона померла 9 (22) грудня 1912 року й похована у рідному селі. У радянський період училище перетворилося на художній інститут. Сьогодні правонаступником закладу є Харківська державна академія дизайну та мистецтв. Будівля на вулиці Мистецтв вважається однією з найвиразніших архітектурних пам'яток Харкова та зразком українського модерну.
Будівля є характерним прикладом українського модерну. Вона має П-подібне планування та два поверхи з ризалітом. Фасади прикрашено декоративними елементами з майоліки, включаючи герб Харкова та напис «Художественное училище». Панорамні вікна забезпечують природне освітлення у приміщеннях. Цоколь і перший поверх оформлені рустом, другий — оздоблений поясом із черепиці, що стилістично нагадує українську дерев'яну архітектуру. Над центральним входом розташований навіс на колонах, збереглися оригінальні дерев'яні двері. На даху, вкритому черепицею, височіє вежа зі шпилем-шатром, яка додає композиції динаміки. Будівля є пам'яткою архітектури та містобудування місцевого значення № 7228-Ха
У 2021 році перед входом до будівлі встановлено пам'ятник Марії Раєвській-Івановій, авторства скульпторки Нелі Витвицької. Під час повномасштабного вторгнення Росії в Україну пам'ятник тимчасово демонтували з міркувань безпеки, згодом повернувши на місце. Навколо училища розташовані численні скульптурні роботи, створені студентами академії.
У ніч проти 1 березня 2025 року будівля зазнала пошкоджень внаслідок масованого російського удару по Харкову із застосуванням дронів-камікадзе типу Shahed. Внаслідок атаки постраждали десятки будівель, серед яких і об'єкти культурної спадщини, а також травмовано щонайменше 12 осіб. Розпочато досудове розслідування за фактом вчинення воєнного злочину.

## Галерея

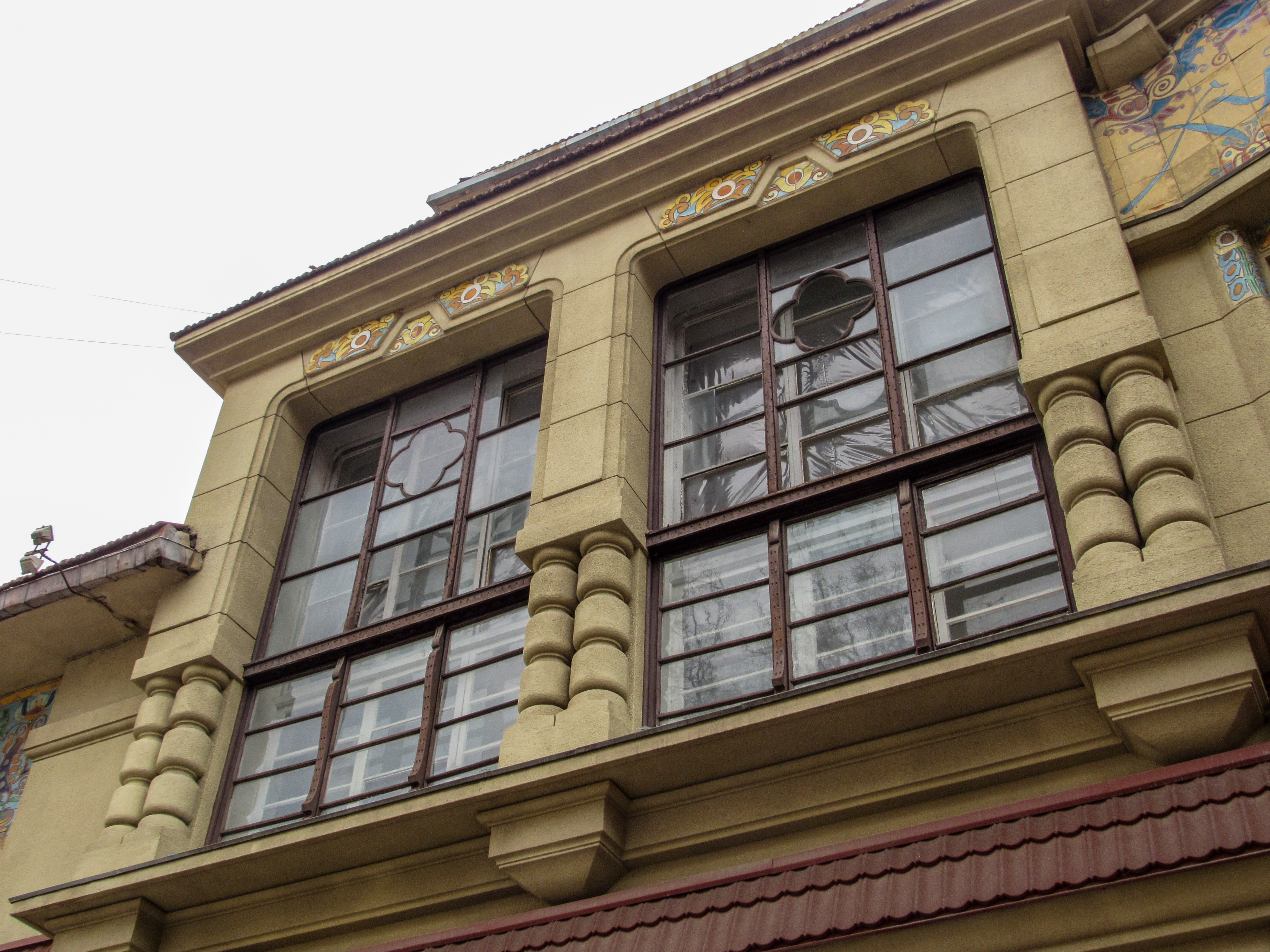
Вікна, що вилетіли від вибуху, з різьбленими дерев'яними рамами
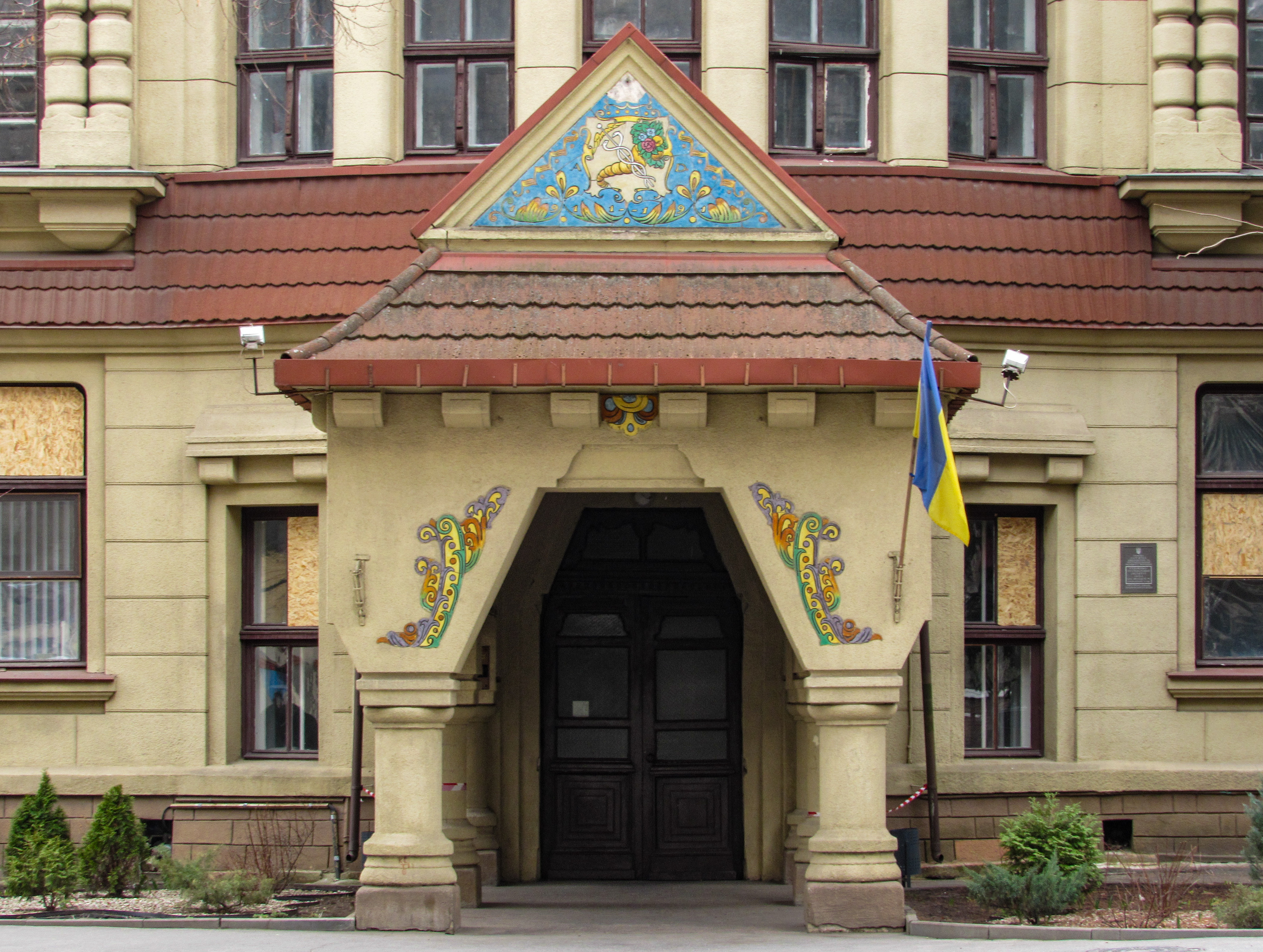
Вхід
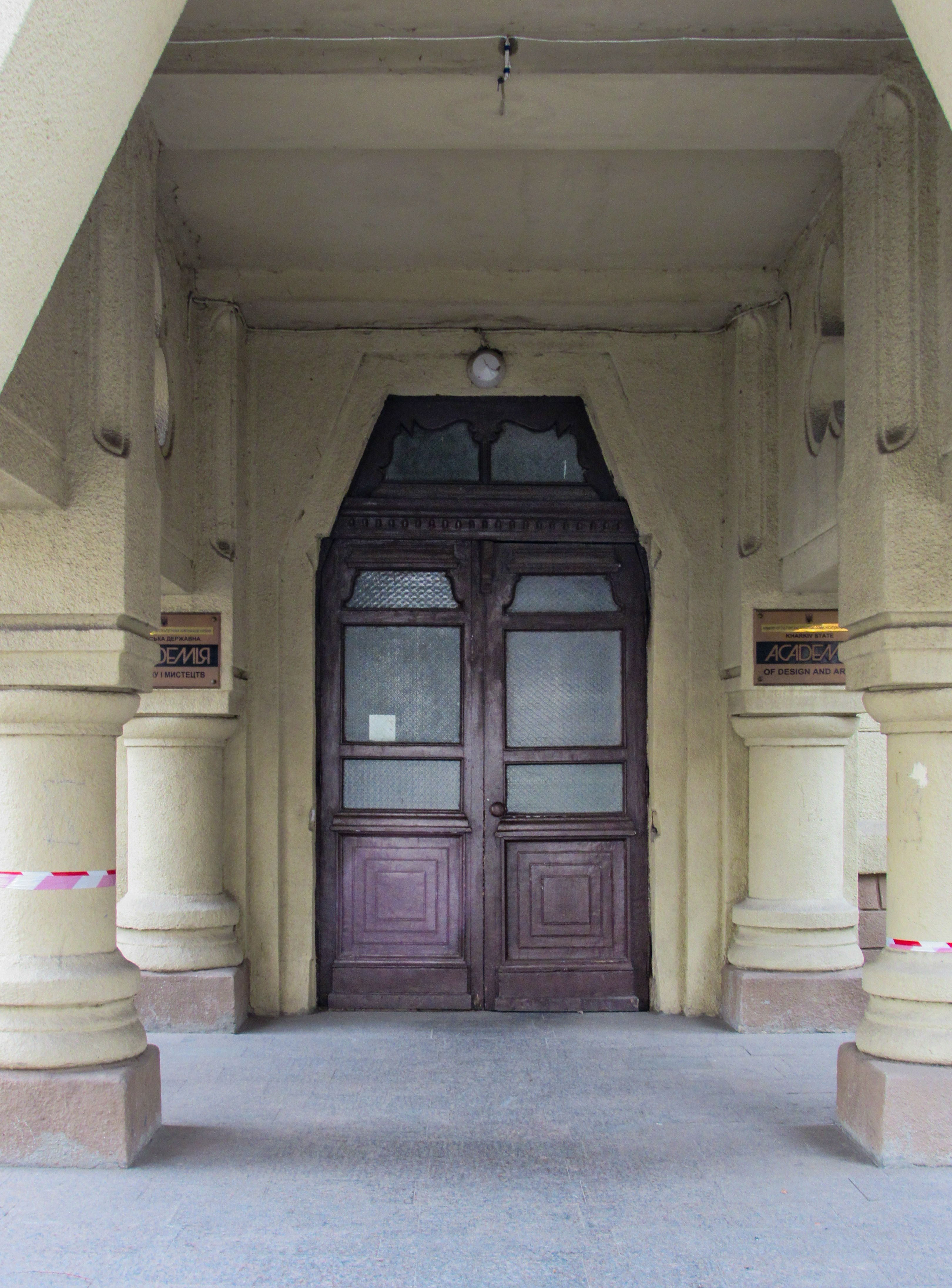
Автентичні двері
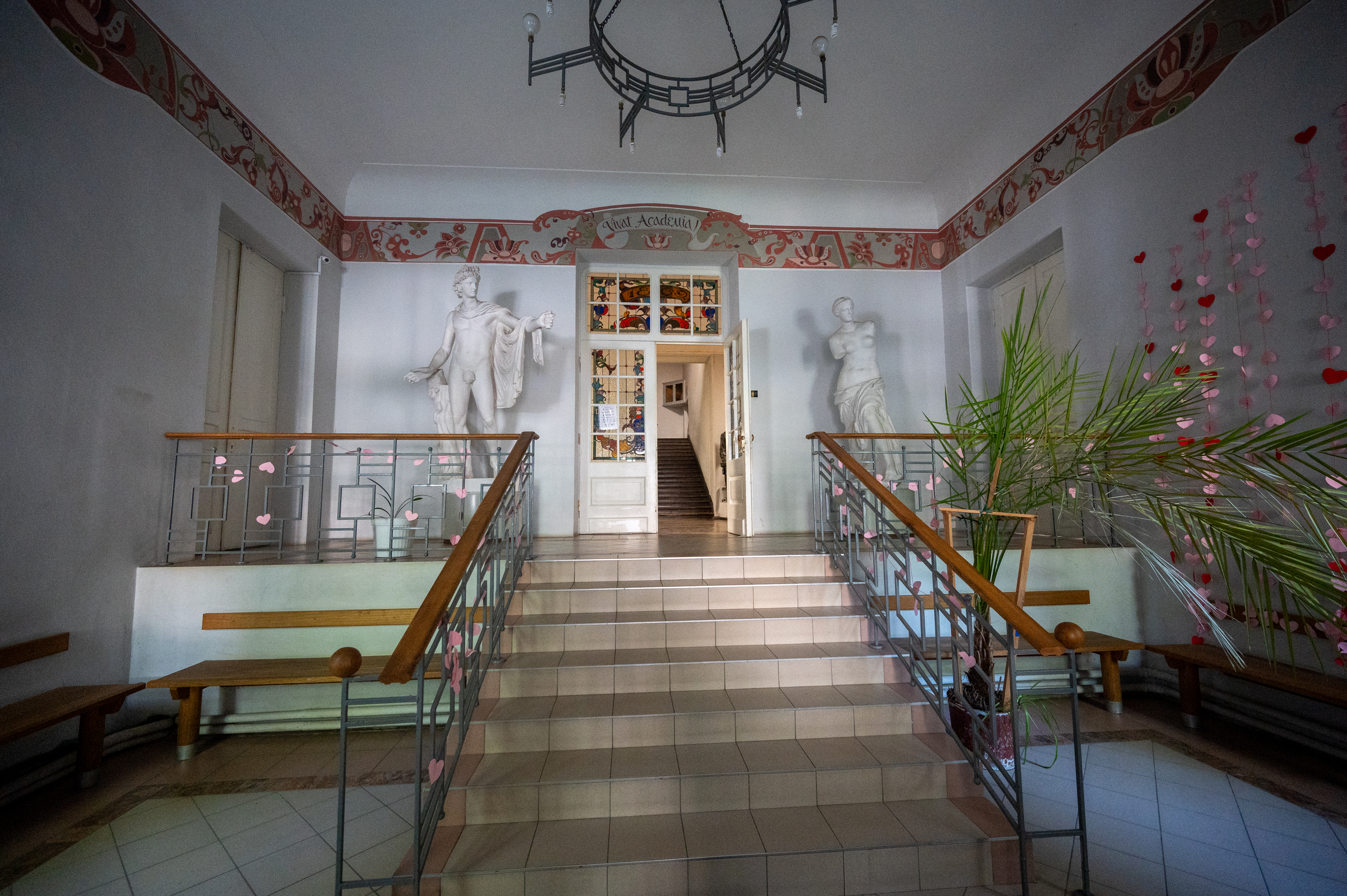
Хол з античними скульптурами
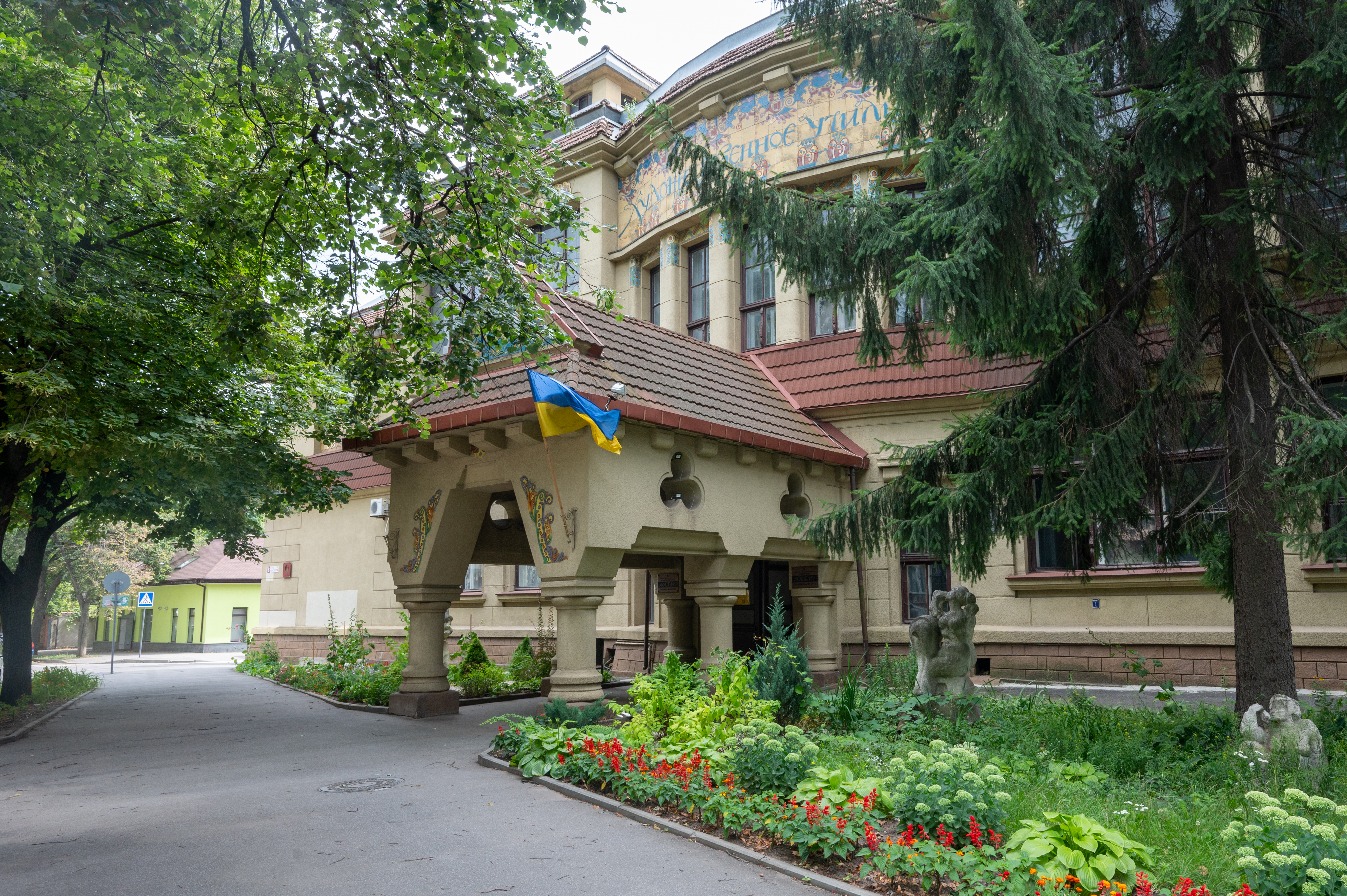
Вхідна група
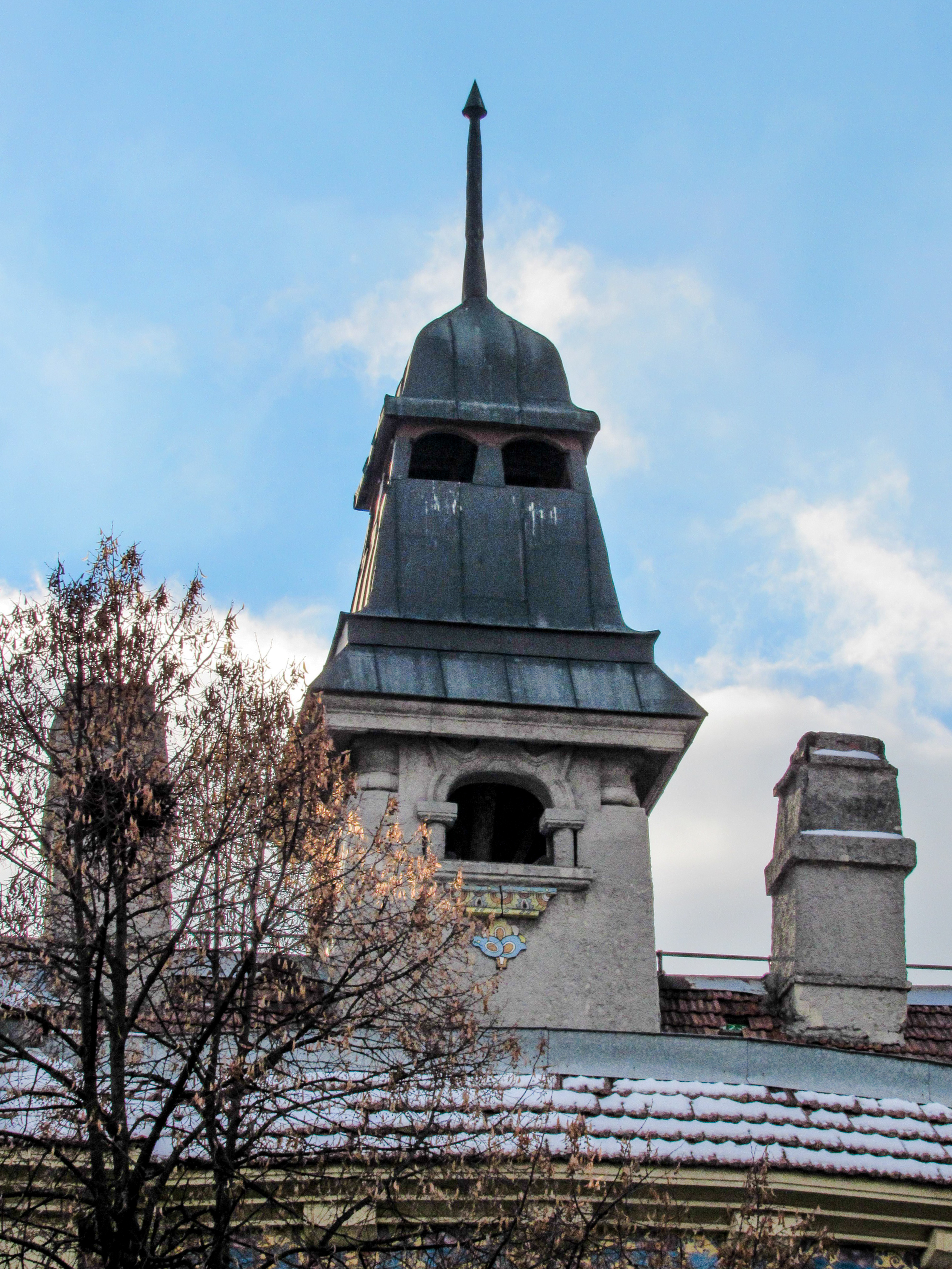
Башта на даху
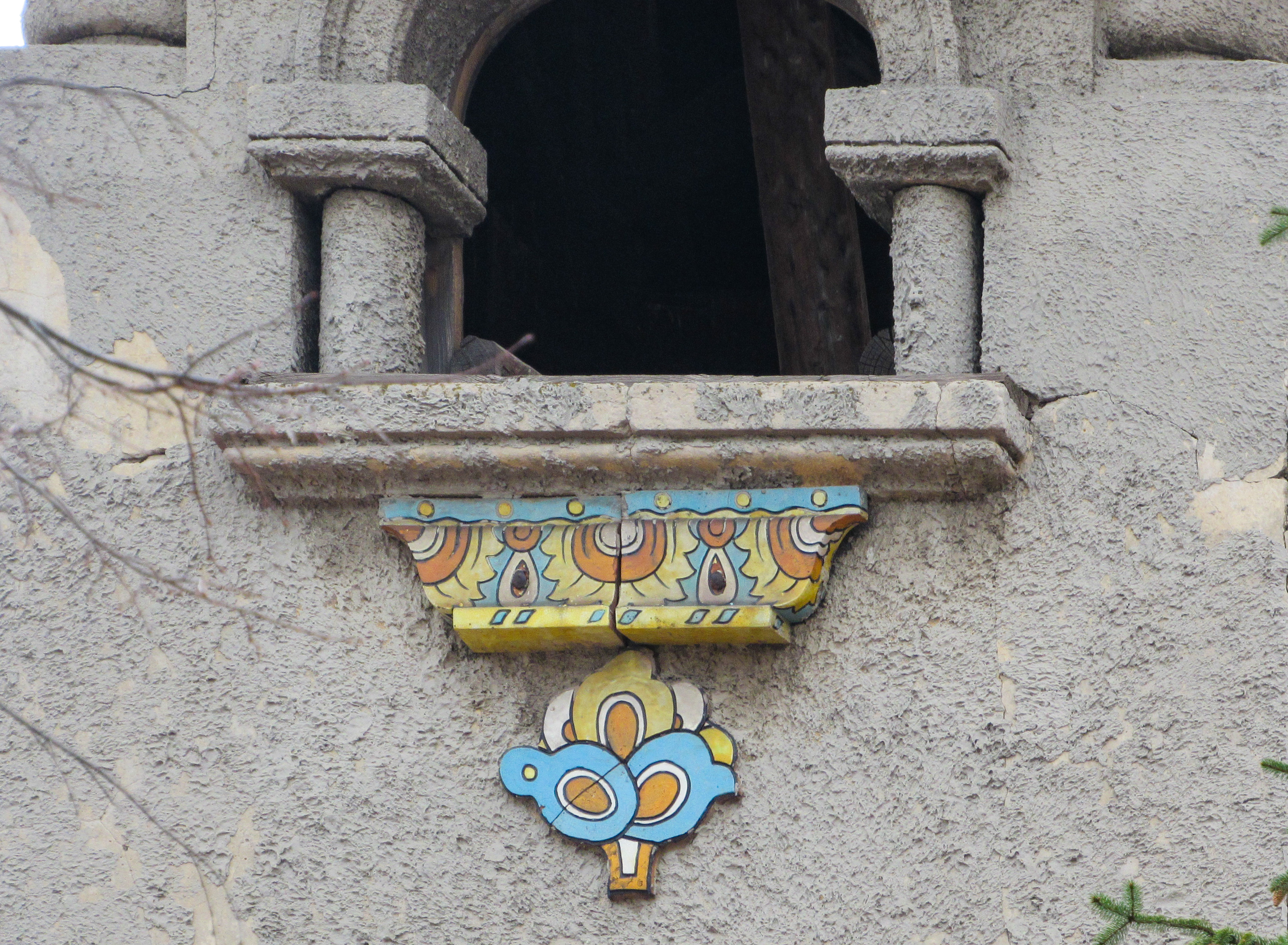
Деталь башти
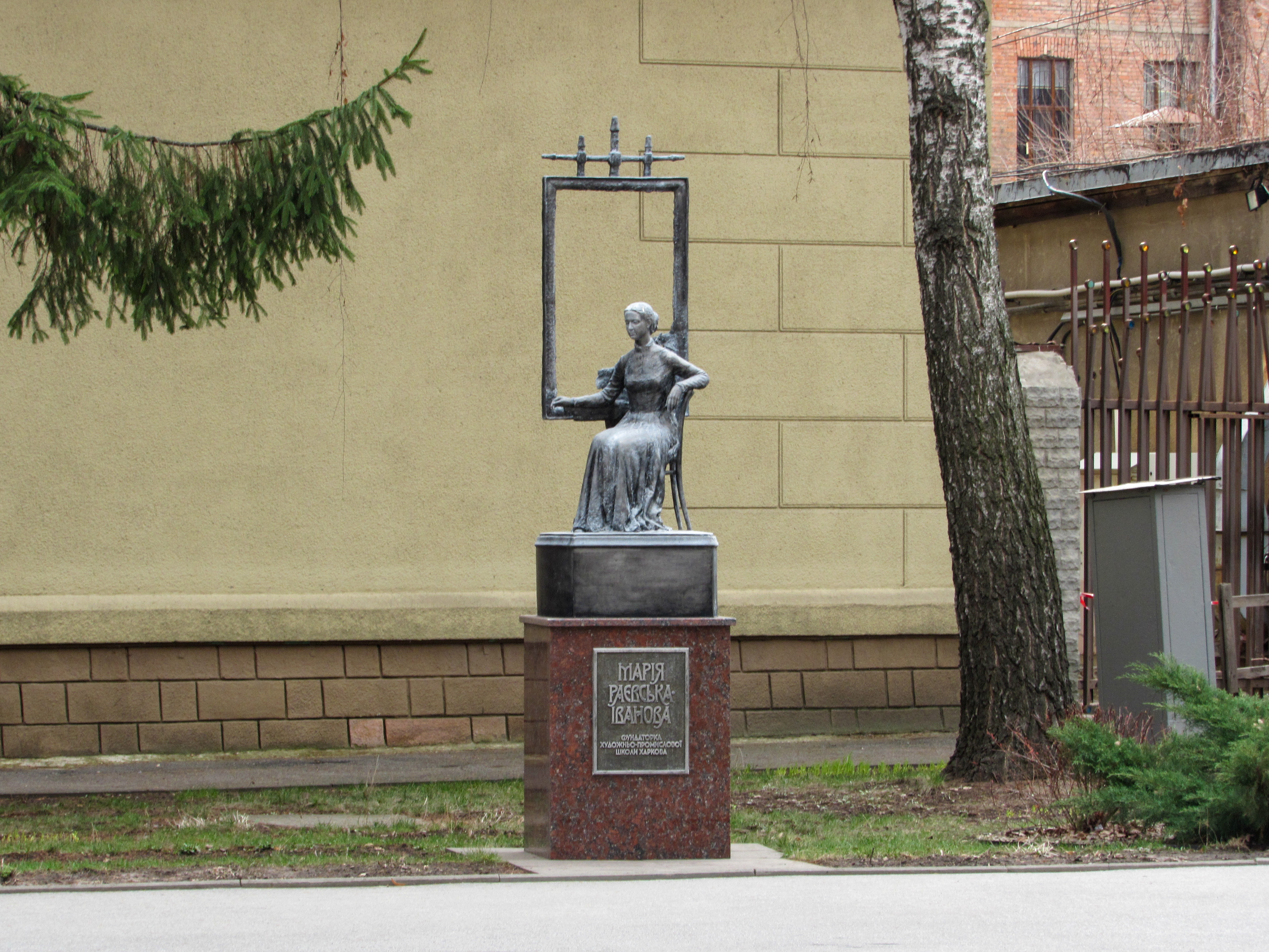
Пам'ятник Марії Раєвській-Івановій